# جون لورانس (كاتب للأطفال)
جون لورانس (بالإنجليزية: John Lawrence)‏ هو كاتب ورسام توضيحي وكاتب للأطفال بريطاني، ولد في 15 سبتمبر 1933 في هيستينغز في المملكة المتحدة.